# Thermaerobacter litoralis
Thermaerobacter litoralis è una specie di batterio appartenente alla famiglia delle Syntrophomonadaceae.